# Lammtjärnen, Västerbotten
Lammtjärnen är en sjö i Skellefteå kommun i Västerbotten och ingår i Skellefteälvens huvudavrinningsområde. Sjön har en area på 0,0465 kvadratkilometer och ligger 242 meter över havet.

## Delavrinningsområde
Lammtjärnen ingår i det delavrinningsområde (719859-172937) som SMHI kallar för Inloppet i Varuträsket. Medelhöjden är 185 meter över havet och ytan är 61,04 kvadratkilometer. Räknas de 8 avrinningsområdena uppströms in blir den ackumulerade arean 148,08 kvadratkilometer. Klintforsån som avvattnar avrinningsområdet har biflödesordning 2, vilket innebär att vattnet flödar genom totalt 2 vattendrag innan det når havet efter 33 kilometer. Avrinningsområdet består mestadels av skog (78 procent). Avrinningsområdet har 0,53 kvadratkilometer vattenytor vilket ger det en sjöprocent på 0,9 procent. Bebyggelsen i området täcker en yta av 1,1 kvadratkilometer eller 2 procent av avrinningsområdet.